# Imelda
Az Imelda germán eredetű női név, de  pontos származás és jelentése vitás, talán az Irmgard, Irmhild német nevek rövidülése, esetleg az Irma és Hilda vegyülése.

## Rokon nevek
Amelda

## Gyakorisága
Az 1990-es években szórványos név, a 2000-es években nem szerepel a 100 leggyakoribb női név között.

## Névnapok
- május 13.[2]
- szeptember 16.[2]

## Híres Imeldák
- Imelda Marcos, Ferdinand Marcos korábbi Fülöp-szigeteki elnök felesége.
- Imelda Staunton, angol színésznő
- Imelda Chiappa, olasz kerékpárversenyző
- Imelda May (1974) ír popénekesnő